# Hartwall Arena
La Hartwall Arena (également appelée Helsinki Areena ou Helsingin Areena) est une salle omnisports située dans la section Keski-Pasila à Helsinki en Finlande.

## Présentation
Cette salle a servi entre autres à accueillir le Concours Eurovision de la chanson 2007 ou la démopartie Assembly en 2002 ainsi que de nombreux spectacles et concerts à grands budgets. Le club de hockey sur glace Jokerit Helsinki a pour domicile cette salle. Elle tire son nom de l'entreprise finlandaise de boissons, Hartwall, basée à Helsinki.
Le projet de construire une salle de spectacle à Helsinki est une idée de Harry Harkimo en 1994 afin d'accueillir les championnats du monde de hockey sur glace. La Hartwall Areena est inaugurée le 19 avril 1997. Le bâtiment a une forme ovale, ses dimensions sont de 153 mètres de long et 123 de large.
Sa capacité est de 13 464 places pour les matchs de hockey sur glace. La salle est convertible pour divers évènements. La salle est connectée avec un parking pouvant contenir 1 421 véhicules.

## Évènements
- Championnat du monde de hockey sur glace 1997
- Championnats du monde de patinage artistique 1999
- Assembly, depuis 1999
- Challenge LNH, 16 septembre 2003
- Concert de Nightwish pour End of an Era, 2005
- Concours Eurovision de la chanson 2007, 10-12 mai 2007
- Championnats d'Europe de patinage artistique 2009
- Concert de Britney Spears pour son Femme Fatale Tour, le 14 octobre 2011
- Championnat du monde de hockey sur glace 2012
- Concert de Lady Gaga, The Born This Way Ball Tour, les 27 et 28 août 2012
- Concert de KISS le 3 juin 2013
- Concert de Rihanna le 28 juillet 2013, à l'occasion de son Diamonds World Tour.
- Concert de Thirty Seconds to Mars le 8 mars 2014, à l'occasion du Love, Lust, Faith and Dreams Tour.
- Championnats du monde de patinage artistique 2017
- Grand-Prix d'Helsinki 2018
- Concert de Dua Lipa le 23 juin 2022, à l'occasion de son Future Nostalgia Tour.

## Galerie

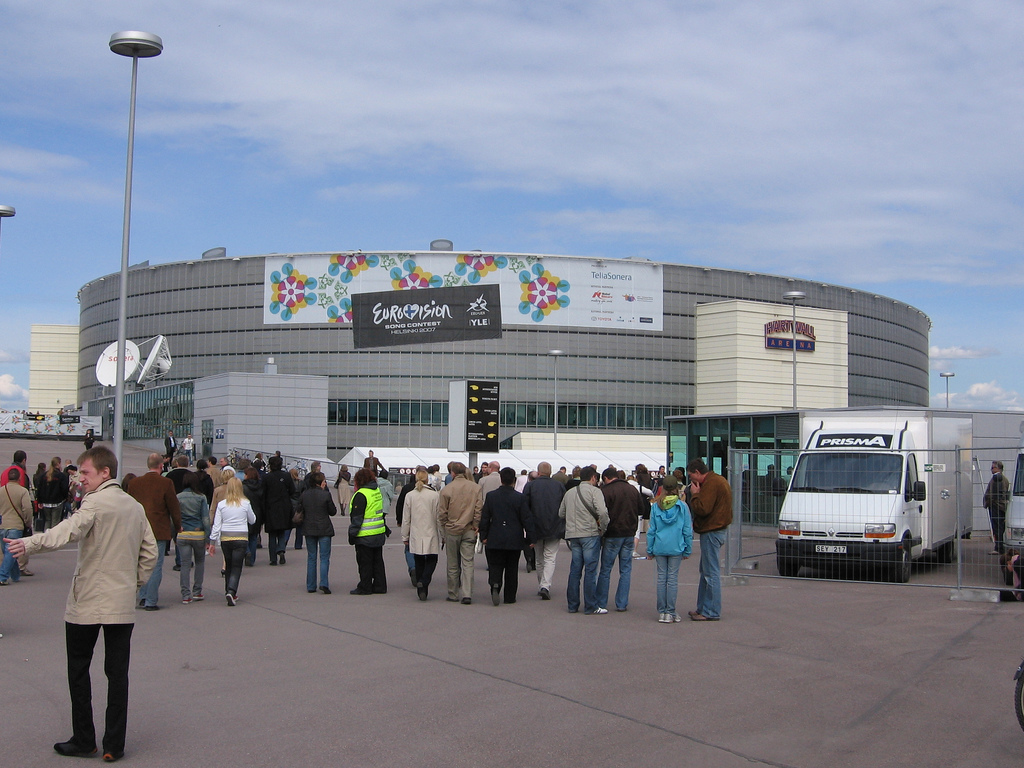
La salle aux couleurs du Concours Eurovision de la chanson 2007
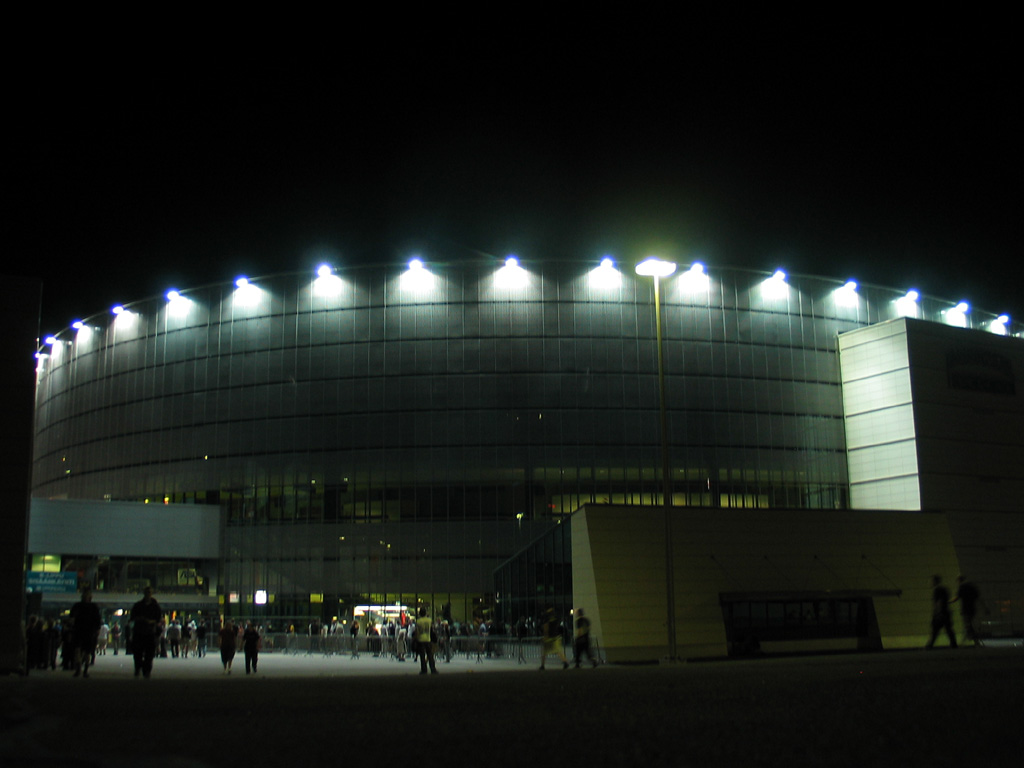
Vue de nuit
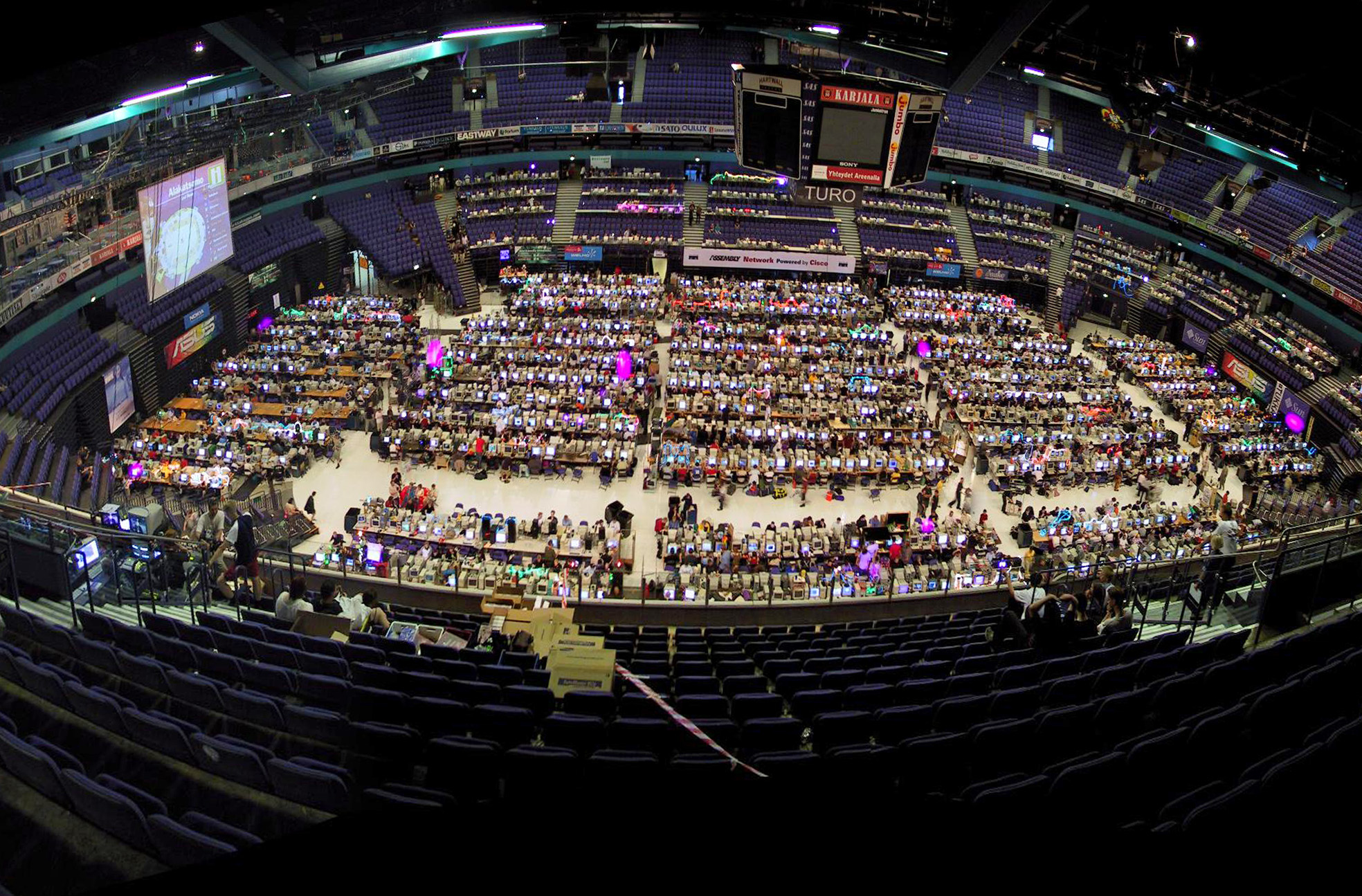
Assembly Scène démo 2002
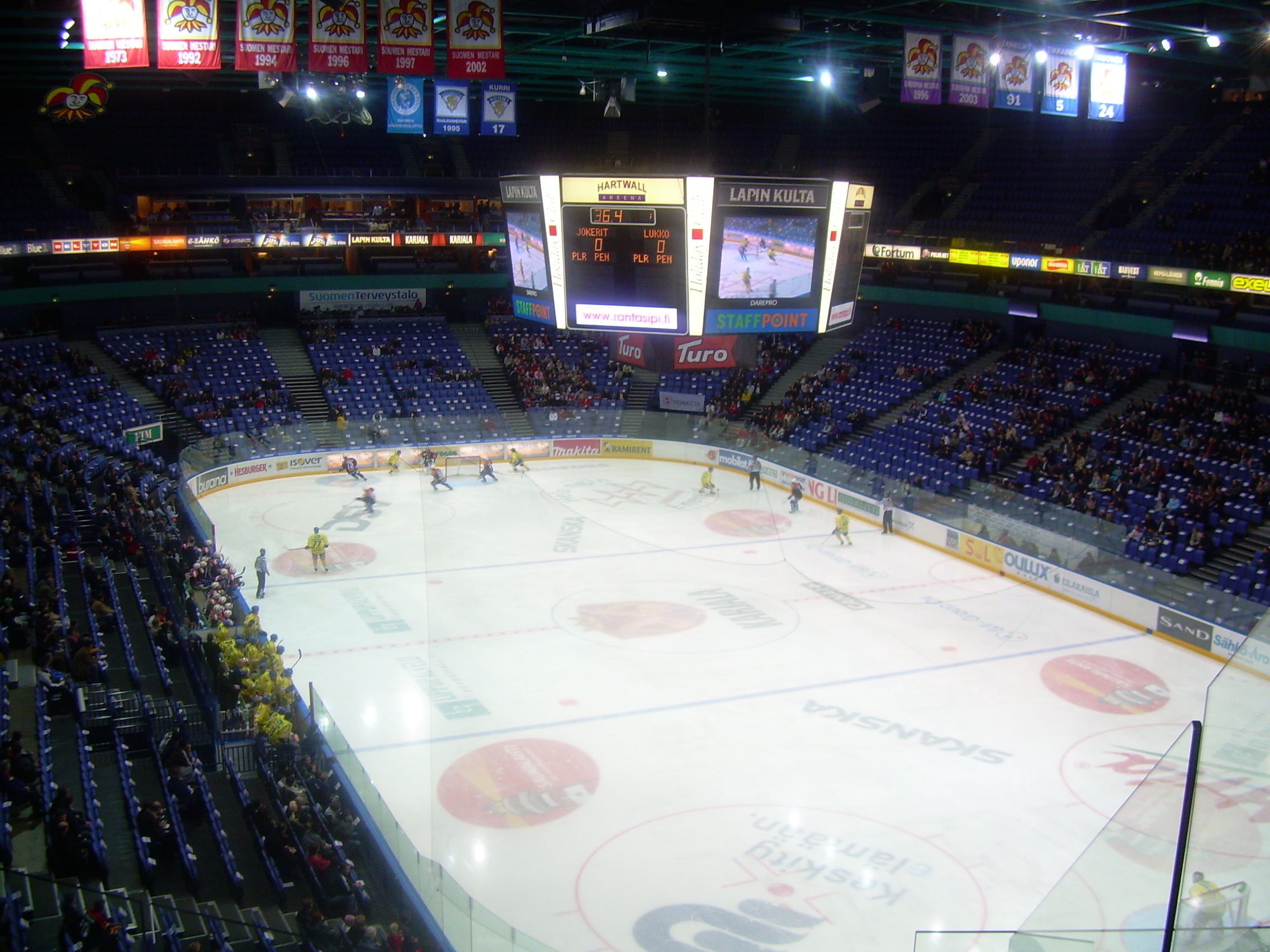
Patinoire